# Marthasville
Marthasville é uma cidade localizada no estado americano de Missouri, no Condado de Warren.

## Demografia
Segundo o censo americano de 2000, a sua população era de 837 habitantes.
Em 2006, foi estimada uma população de 860, um aumento de 23 (2.7%).

## Geografia
De acordo com o United States Census Bureau tem uma área de
2,2 km², dos quais 2,2 km² cobertos por terra e 0,0 km² cobertos por água. Marthasville localiza-se a aproximadamente 153 m acima do nível do mar.

## Localidades na vizinhança
O diagrama seguinte representa as localidades num raio de 20 km ao redor de Marthasville.